# Konstantinos Akratopoulos
Konstantinos Akratopoulos (en griego: Κωνσταντίνος Ακρατόπουλος) fue un tenista griego que compitió en los Juegos Olímpicos de Atenas de 1896.
Akratopoulos disputó el torneo individual y el de dobles, del programa de tenis. En la primera ronda del torneo individual, estuvo libre. En cuartos de final se enfrentó con el egipcio  Dionysios Kasdaglis, cayendo derrotado por quien conseguiría la medalla de plata.
En el torneo de dobles, formó pareja junto a su hermano Aristidis, y cayeron en primera ronda ante el alemán Friedrich Traun y el inglés John Pius Boland